# Etnia de Cleopatra

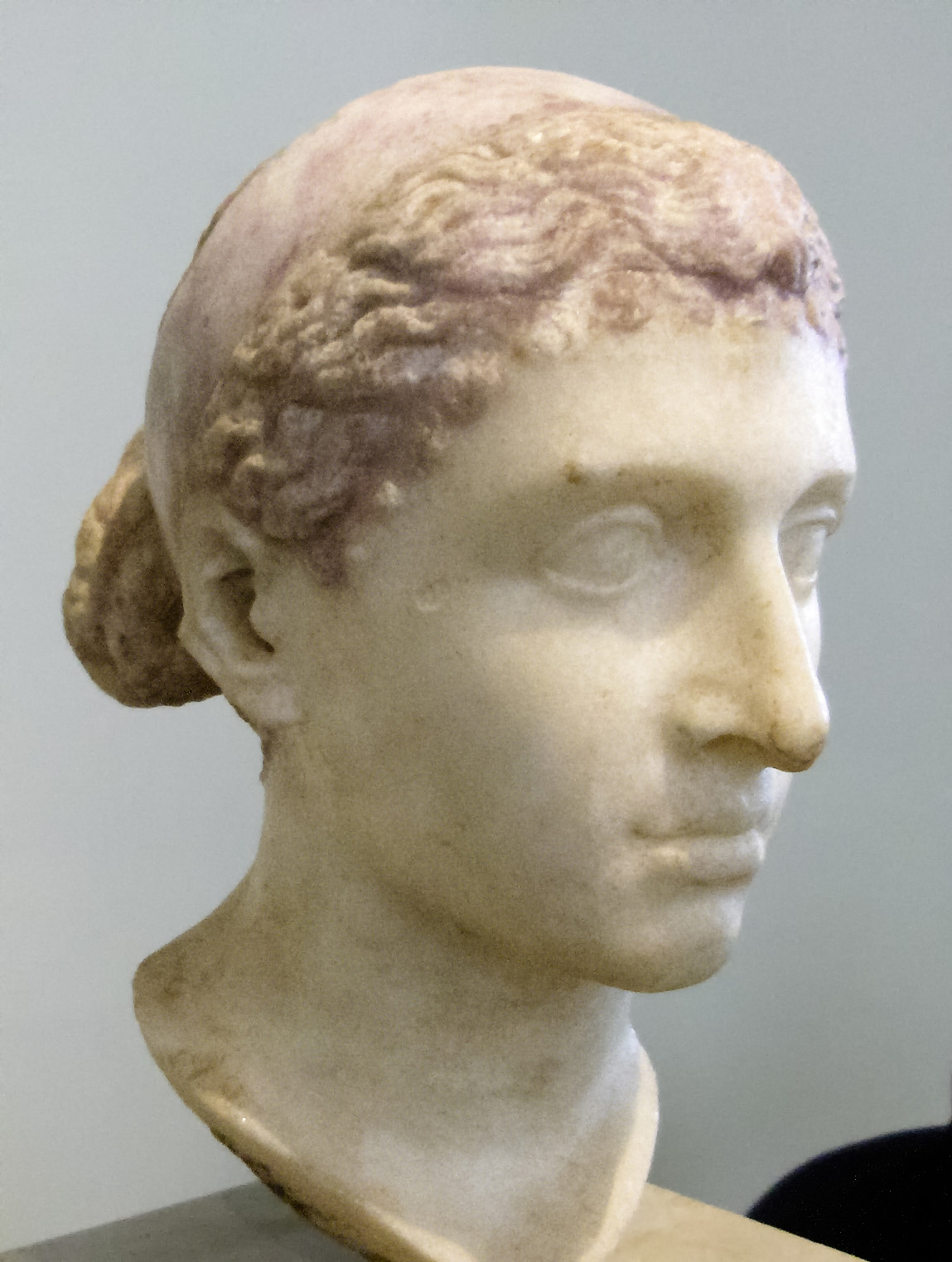
Busto de Cleopatra VII, en mármol pario, hoy en la Colección de antigüedades de Berlín, y que Francisco Pina Polo identifica como el más probable retrato de la reina.

Existe un consenso general entre los estudiosos de que Cleopatra VII, reina de Egipto y amante de Julio César y de Marco Antonio, era predominantemente de ascendencia griega macedonia y, en menor grado, de ascendencia iraní.
Algunos eruditos de principios del siglo XX especulaban que era en parte judía, pero tal hipótesis no sobrevivió la historiografía del siglo.
Los eruditos generalmente han identificado a Cleopatra como principalmente de ascendencia griega con alguna ascendencia iraní persa (sogdiana), basándose en que su familia grecomacedonia (la dinastía ptolemaica) se había casado con la dinastía seléucida. La moneda oficial de Cleopatra (que ella habría aprobado) y los tres bustos de su retrato considerados auténticos por los eruditos (que coinciden con sus monedas) la retratan como una mujer al estilo griego.
Francisco Pina Polo escribe que la acuñación de Cleopatra presenta su imagen con certeza y afirma que el retrato esculpido de la cabeza de la "Cleopatra de Berlín" posee un perfil similar. Se ha identificado a los frescos romanos de Pompeya y Herculano, similares a las esculturas de mármol del Vaticano y Berlín, como posibles retratos de la reina basados en rasgos faciales comparables e iconografía real.
Shelley Haley, profesora de africanía en Hamilton College, declaró en 2023 que Cleopatra era "culturalmente negra", alegando que las "comunidades afroestradounidenses la ven como propia". Yasmin El Shazly, egiptóloga africana, respondió que era un insulto que «una afroestadounidense que nunca ha visitado Egipto diga 'esta es nuestra herencia'».

## Ascendencia grecoasiática
Los eruditos generalmente identifican a Cleopatra como esencialmente de ascendencia griega macedonia con alguna ascendencia iraní persa y sogdiana. Ello se debe a que su dinastía ptolemaica, de origen grecomacedonio, se había casado con la seléucida, que gobernaba gran parte de Asia occidental. En particular, esto incluyó a la primera Cleopatra ptolemaica: la reina Cleopatra I Syra, princesa seléucida e hija de Antíoco III el Grande que se casó con Ptolomeo V Epífanes. Cleopatra I Syra era descendiente de la reina Apama, esposa iraní sogdiana de Seleucus I Nicator, compañero griego macedonio de Alejandro Magno. Laodice III, madre de Cleopatra I Syra, era hija del rey Mitrídates II del Ponto y su esposa Laodice, de orígenes griegos y persas ancestrales mixtos.
Si bien la identidad de la madre de Cleopatra VII Philopator es incierta, generalmente se cree que fue Cleopatra V de Egipto, hermana o prima esposa de Ptolomeo XII Auletes, que era hija de Ptolomeo IX Soter o Ptolomeo X Alejandro I. Además, aunque no se sabe a ciencia cierta la identidad de su abuela paterna, se cree que era Cleopatra IV, a través del padre de Ptolomeo XII, Ptolomeo IX Soter, o una alejandrina griega. Nunca se acusó a Cleopatra de ser hija ilegítima en la campaña de propaganda extremadamente hostil de Octaviano Augusto; Michael Grant señaló que si lo hubiera sido, sus "numerosos enemigos romanos lo habrían revelado al mundo".

### Ascendencia egipcia
Grant afirma que Cleopatra probablemente no tenía ni una gota de sangre egipcia y que "se habría descrito a sí misma como griega". Grant también propone que la abuela paterna de Cleopatra pudo haber tenido orígenes mixtos sirios y griegos, en línea con el precedente de la sangre persa y siria de la dinastía ptolemaica, y continúa diciendo que "ciertamente no era egipcia", señalando que no se conoce esposa egipcia alguna de un rey ptolemaico y solo se conoce una amante egipcia de un Ptolomeo (del siglo III a. C.).
Lefkowitz escribe que Didyame, la única egipcia con relación con la dinastía, fue la amante de Ptolomeo II Filadelfo, unos doscientos años antes de nacer Cleopatra. Ella señala que entre las varias amantes de Ptolomeo II, Didyame destacó por ser egipcia y no del linaje griego habitual entre las amantes ptolemaicas (que incluían entre las amantes de Ptolomeo II a las cortesanas Bilistiche, Agathocleia, Stratonice de Libia y Myrto— cuyo color y etnia no se señalaron específicamente como en el caso de Didyame, "presumiblemente porque eran griegas"). Además, señala que si acaso tuvo hijos con Ptolomeo, nunca se convirtieron en reyes (se consideraba a todos los reyes ptolemaicos totalmente legítimos, excepto a Ptolomeo XII Auletes). Ella sostiene que es "falso sugerir que la única amante no griega —Didyame— proporciona evidencia de una práctica común".Stacy Schiff, que coincide con lo anterior, afirmó que "una amante egipcia es una rareza entre los ptolomeos".
Duane W. Roller especula que Cleopatra VII podría haber sido la hija de una hipotética mujer mitad grecomacedonia, mitad egipcia perteneciente a la familia sacerdotal de Ptah (la otra posible candidata principal que menciona sería Cleopatra V/VI) de Menfis, en el norte de Egipto, pero considera que, independientemente de la ascendencia de Cleopatra, ella valoraba más su herencia griega ptolemaica. Además, señala que "no hay absolutamente ninguna evidencia" de que Cleopatra fuera de raza negra, como afirma lo que él descarta como "fuentes académicas [no] creíbles". Continúa diciendo que fuera de la hipótesis de que Cleopatra es en tres cuartas partes grecomacedonia y en una cuarta parte egipcia, "no hay lugar para nada más, ciertamente no para ninguna sangre africana negra". Diana Preston también escribe que la abuela paterna de Cleopatra pudo haber sido en parte siria y que, incluso si Cleopatra hubiese tenido una abuela egipcia, "no prueba que fuera negra africana".
Mary Lefkowitz señala que, si la abuela o la madre de Cleopatra hubieran sido egipcias, seguramente habría aparecido en escritos contemporáneos. Así, concluye que, independientemente de su ascendencia, Cleopatra "se consideraba griega". Según Schiff, Cleopatra "mantuvo fielmente la tradición familiar". Su lealtad era fundamentalmente a su origen griego ptolemaico. Como señaló Donald R. Dudley, Cleopatra y su familia fueron "los sucesores de los faraones nativos, explotando los grandes recursos naturales del valle del Nilo a través de una burocracia altamente organizada". Roger S. Bagnall afirma que la actitud griega hacia Egipto y los egipcios parece haber sido de explotación, "tanto en el sentido neutral como en el negativo de esa palabra".Además, señala que la clase dominante griega fue capaz de adaptarse a sus nuevas circunstancias "sin cambiar significativamente su cultura", lo que unido a su posición de poder en Egipto "les permitió tomar lo que quisieran de Egipto sin dejar de ser griegos".
Goldsworthy señala que la lengua materna de Cleopatra era el griego, que estaba en "la literatura y la cultura griegas en las que fue educada", que su culto a Isis estaba "fuertemente helenizado", y que aunque algunas estatuas la representaban en un estilo egipcio idealizado, era poco probable que se vistiera así excepto para ciertos ritos. En cambio, continúa, Cleopatra "llevaba la diadema y la túnica de un monarca griego".Stacy Schiff coincide en que Cleopatra no era de piel oscura: "Los ptolomeos eran, de hecho, grecomacedonios, lo que hace que Cleopatra sea aproximadamente tan egipcia como Elizabeth Taylor". Schiff añade que se describía a sus parientes ptolemaicos como "de piel de miel", y que ella era en parte persa.

### Ascendencia siria
Adrian Goldsworthy señala que no es probable que Cleopatra tuviese la piel oscura, por su ascendencia principalmente macedonia y, en menor medida, siria. También señala que las fuentes romanas nunca lo mencionaron y que "era más probable que fuese de piel clara por su ascendencia" y que "no era cultural o étnicamente más egipcia que la mayoría de los residentes de la Arizona moderna son apaches".Michael Grant está de acuerdo en la posibilidad de que tuviese cierta ascendencia siria.

### Autoevaluación
Francine Prose, en su libro de 2022 Cleopatra: Her History, Her Myth, señala que aunque Cleopatra nació y "aparentemente se consideraba a sí misma" una reina griega macedonia, lo único que les importaba a los romanos era que "no era romana y, sobre todo, que su existencia, su influencia y su poder suponían un obstáculo para la expansión romana".

## Hipótesis judía
En su trabajo seminal de 1932, Hellenistic Queens: A Study of Woman-Power in Macedonia, Seleucid Siria, and Ptolemaic Egypt, la clasicista Grace Macurdy habla de que los eruditos anteriores a su libro habían considerado la posibilidad de que Cleopatra fuese en parte judía, algo que ella descarta por tener "poca base". Entre otras, tal mito se fundamenta en lecturas antisemitas en la iconografía de Cleopatra (principalmente, su nariz), la especulación moderna sobre su legitimidad, el que hablase hebreo y el patrocinio durante siglos de los judíos alejandrinos por parte de los ptolomeos, incluyendo a la misma Cleopatra. La creencia de que Cleopatra pudiese ser en parte judía se ha descartado y no sobrevivió a la historiografía de la reina posterior al siglo XX.

## Representaciones conocidas

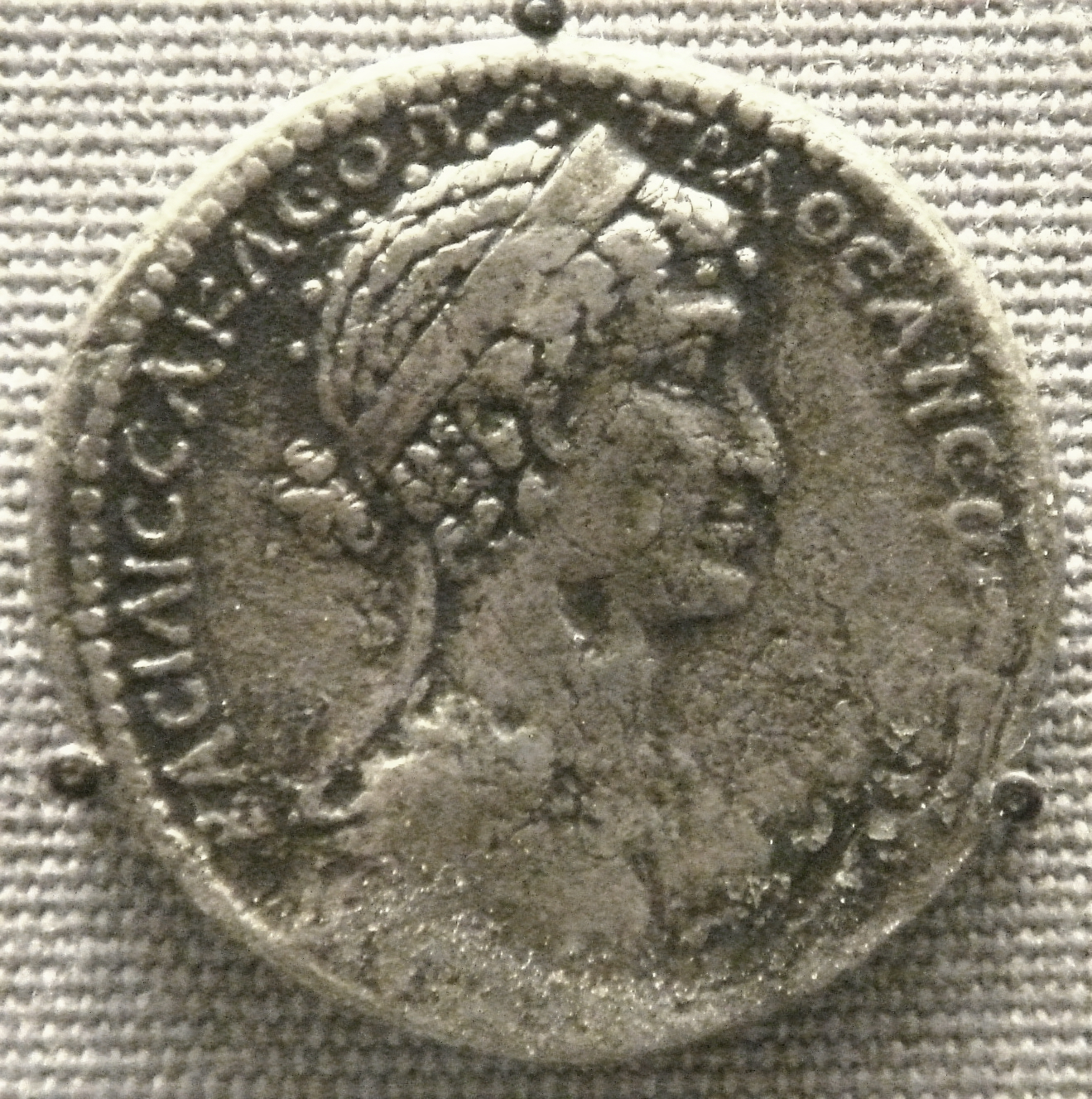
Moneda tetradracma, aprobada por Cleopatra VII Philopator, la última gobernante del Reino Ptolemaico

La acuñación ptolemaica oficial de Cleopatra (que ella habría aprobado) y los tres bustos de retratos romanos considerados auténticos por los eruditos (que coinciden con sus monedas) la retratan como una mujer al estilo griego, apareciendo con el quitón griego, la diadema helenística y el moño griego. 
Francisco Pina Polo dice que las acuñaciones de Cleopatra la representan fielmente y que se confirma que el retrato esculpido de la cabeza de la "Cleopatra de Berlín" del Viejo Museo tiene un perfil similar al de ella: pelo recogido en un moño, diadema y nariz ganchuda.
Similar a la Cleopatra de Berlín, otros retratos romanos incluyen cabezas de mármol con diadema que ahora se encuentran en los Museos Vaticanos y el Museo Arqueológico de Cherchell, aunque este último puede ser una representación de su hija Cleopatra Selene II. Se cree que la estatua con diadema de la 'Venus Esquilina' de los Museos Capitolinos es una representación adicional de la reina, especialmente debido a su conexión con la diosa griega Afrodita, como se ve en algunas de sus monedas. El jarrón de Portland, de vidrio camafeo romano que data del reinado de Augusto y hoy expuesto en el Museo Británico, incluye una posible representación de Cleopatra con un áspid que se eleva en su regazo mientras se sienta y agarra el brazo de su esposo romano, Marco Antonio. 
Además de esculturas y monedas, hay varios frescos romanos sobrevivientes de Pompeya y Herculano que probablemente también representen a Cleopatra. Una representación contemporánea de la Casa de Marcus Fabius Rufus de Pompeya muestra a la reina como la diosa Venus Genetrix sosteniendo un cupido en sus brazos, aparentemente una representación rara de su hijo Cesarión, cuyo padre fue Julio César. Susan Walker señala que la piel blanca como el marfil de la mujer, la cara redonda, la nariz larga y aguileña y los ojos grandes y redondos eran rasgos comunes de las representaciones de diosas romanas y ptolemaicas.
Duane W. Roller escribe sobre el fresco: "Parece que hay pocas dudas de que se trata de una representación de Cleopatra y Cesarión ante las puertas del Templo de Venus en el Foro Julio y, como tal, se convierte en la única pintura contemporánea existente de la reina". Walker, Roller y Joann Fletcher observan la similitud de la pintura pompeyana con el rostro conservado en la "Cleopatra del Vaticano", el daño en la mejilla izquierda de la escultura posiblemente del brazo de un cupido que pudo haber sido arrancado. 
Los retratos póstumos incluyen un fresco de la Casa de Giuseppe II de Pompeya que representa su posible suicidio por envenenamiento; un retrato pintado en la Casa del Huerto de Pompeya que muestra un busto suyo, ostentando una diadema, y un fresco muy similar en la cercana Herculano; este último coincide con el rostro de sus esculturas y acuñación oficial.
Además del arte helenístico, las obras de arte nativas egipcias de Cleopatra incluyen el Busto de Cleopatra en el Museo Real de Ontario, así como relieves tallados en piedra del Templo de Hathor en el complejo del Templo de Dendera en Egipto que representan a Cleopatra y a Cesarión (su hijo) como faraones gobernantes, haciendo ofrendas a las deidades egipcias. Otras obras incluyen una gran estatua de basalto negro ptolemaico ahora en el Museo del Hermitage (San Petersburgo, Rusia), que representa a una reina ptolemaica incierta que se cree que es Arsínoe II o, posiblemente, Cleopatra VII.
En su Kleopatra und die Caesaren (2006), Bernard Andreae dice que la estatua egipcia de basalto es como otros retratos egipcios idealizados de la reina y no contiene rasgos faciales realistas, por lo que añade poco al conocimiento de la apariencia de Cleopatra.
Diana Preston llega a una conclusión similar sobre las representaciones egipcias nativas de Cleopatra: "Aparte de ciertas tallas de templos, que de todos modos tienen un estilo faraónico muy estilizado y dan poca pista sobre la verdadera apariencia de Cleopatra, las únicas representaciones ciertas de ella son aquellas en moneda. La cabeza de mármol del Vaticano es una de las tres esculturas que los eruditos en general, aunque no todos, aceptan como representaciones de Cleopatra".
Barbara Watterson escribe que las representaciones de Cleopatra, como en Hathor, son representaciones egipcias convencionales y no retratos verídicos de la reina. Señala que el relieve de Dendera muestra a Cleopatra en el "típico estilo ptolemaico". El autor español César Cervera concuerda: «las representaciones políticas no suelen reflejar el verdadero aspecto, sino el que se quería proyectar a nivel público. Igual que aprender el idioma, imitar los rasgos locales podía ser una forma más de congraciarse con la población.»
Roger S. Bagnall ha señalado que aquellos que intentan defender la influencia egipcia en la dinastía ptolemaica han "representado en esencia un uso de material egipcio para fines reales", como las obras egipcias nativas de los ptolomeos, y enfatiza que ello no indica una "egiptianización" de la familia real.

## Debate
Según el egiptólogo Zahi Hawass, la etnia de Cleopatra era macedonia, y atribuye a ignorancia de la historia cualquier otra versión.
Kathryn Bard, profesora de arqueología y estudios clásicos de la Universidad de Boston, declaró en 2020: "Cleopatra era blanca de ascendencia macedonia, al igual que todos los gobernantes ptolemaicos que vivieron en Egipto".
Rebecca Futo Kennedy, profesora asociada de Estudios Clásicos, de la Mujer y de Género y Estudios Ambientales de la Universidad de Denison, dijo que, al no haber una base genética para la raza, cualquier afirmación de poder identificar el "verdadero origen racial" de Cleopatra a partir de su árbol genealógico no hace sino perpetuar una posición política contemporánea.
Para Dame Mary Beard, profesora de Estudios clásicos de la Universidad de Cambridge que ha estudiado la antigua civilización romana, “la verdad es que no conocemos los orígenes de Cleopatra. Sabemos con seguridad que provenía de una familia real macedonia, pero no si su madre (o cualquier otra antepasada) era egipcia".
Algunos académicos griegos también han debatido recientemente el que se borrase el carácter griego de Cleopatra de las principales producciones de Hollywood. El historiador griego Konstantinos P. Nikoloutsos incluye en su antología Ancient Greek Women in Film (2013) un capítulo del clasicista Lloyd Llewellyn-Jones, titulado An Almost All Greek Thing': Cleopatra VII and Hollywood Imagination (una referencia a la famosa película Cleopatra de 1963), que critica la falta de elementos de la cultura griega en las representaciones de Cleopatra.
La serie Queen Cleopatra, documental de Netflix estrenado en 2023 que representa a Cleopatra como negra, creó polémica al recibir acusaciones de ser históricamente falsa. En Egipto, se demandó a la compañía al acusarla de distorsionar la realidad para promover el afrocentrismo y alegar que sus programas no se alineaban con los valores egipcios ni islámicos.

## Otras lecturas
- Datos: Q99302502